# Leucania nigrostriata
Leucania nigrostriata là một loài bướm đêm trong họ Noctuidae.